# Cuenca hidrográfica del Miño
La cuenca hidrográfica del Miño es la cuenca hidrográfica del río homónimo que discurre por el noroeste de la península ibérica y desemboca en el Océano Atlántico.
Tiene una superficie aproximada de 12.486 km² que se extienden por las comunidades autónomas españolas de Galicia y Castilla y León (provincias de León y Zamora) y por el norte de Portugal. La parte española está gestionada por la Confederación Hidrográfica del Miño-Sil, que además gestiona la también transfronteriza cuenca del río Limia.